# Lacroix-Saint-Ouen
 Lacroix-Saint-Ouen  es una población y comuna francesa, en la región de Picardía, departamento de Oise, en el distrito de Compiègne y cantón de Compiègne-Sud-Est.

## Demografía
| 2330 | 2558 | 3203 | 3475 | 3754 | 4233 |
| Para los censos de 1962 a 1999 la población legal corresponde a la población sin duplicidades (Fuente: INSEE [Consultar]) |      |      |      |      |      |